# Manga Plus
Manga Plus (stylisé MANGA Plus) est une plateforme de lecture de mangas en ligne et une application mobile appartenant à Shūeisha qui a été lancée le 28 janvier 2019. Elle est accessible dans le monde entier hormis le Japon, la Chine et la Corée du Sud qui ont déjà leurs propres services, le Shōnen Jump+ japonais étant le service d'origine de Manga Plus. 
Manga Plus publie les traductions en anglais des nouveaux chapitres de mangas en cours de publication dans le Weekly Shōnen Jump, mais également une grande partie du catalogue du Shōnen Jump+ et une sélection de séries du Jump Square, Weekly Young Jump et V Jump. Certains titres de la plateforme ont tous leurs chapitres publiés gratuitement, tandis qu'une majorité n'ont que leurs trois premiers chapitres et les trois chapitres les plus récents disponibles gratuitement en raison des licences détenues par les éditeurs locaux. Des versions en français, espagnol, thaï, indonésien, portugais brésilien et russe sont également lancées ultérieurement.

## Histoire
Le Weekly Shōnen Jump de Shūeisha a atteint un pic de tirage hebdomadaire de 6,53 millions d'exemplaires dans les années 1990, mais le déclin graduel de la presse écrite durant les deux décennies suivantes a réduit son lectorat,. En réponse, Shūeisha s'est tournée vers la distribution numérique pour tenter de toucher un public plus large. En 2012, Shūeisha a lancé la librairie en ligne Jump Book Store (ja). En 2014, Shūeisha a lancé le Shōnen Jump+, une plateforme en ligne qui permet aux utilisateurs d'acheter des versions numériques des tomes de mangas du Jump et une version numérique du Weekly Shōnen Jump ; de nombreux échantillons y sont également présentés.
Shūhei Hosono, éditeur en chef du Shōnen Jump+ et Manga Plus, a déclaré qu'ils étaient au courant des nombreux lecteurs de mangas à l'étranger et qu'ils voulaient apporter des mangas à plus de gens dans le monde ; les pourparlers sur un lancement d'une version mondiale sont entamés en 2017, qui se concluent par le lancement de Manga Plus le 28 janvier 2019. Le service a été mis à la disposition dans tous les pays sauf en Chine, en Corée du Sud et au Japon, ces derniers disposant de leurs propres services distincts.
À son lancement, la seule langue disponible de la plateforme était l'anglais. Elle est suivie d'une version en espagnol lancée le 25 février 2019, mais avec un catalogue différent de mangas. Hosono avait tout de même déclaré qu'ils n'ont pas planifié de versions dans d'autres langues mais qu'elles pourraient être ajoutées à l'avenir si la demande était suffisante. Toutefois, Shūeisha met en ligne une version en thaï de la plateforme en décembre 2019 pour la Thaïlande, le Cambodge et le Laos. L'Indonésie se voit également doté d'une version en indonésien de Manga Plus à partir de février 2021. La version française est lancée le 26 septembre 2021 et propose huit titres : One Piece, My Hero Academia, Mashle, Kaiju No. 8, Undead Unluck, Jujutsu Kaisen, Mission: Yozakura Family et Black Clover. Le 4 octobre 2023, Shueisha lance Manga Plus Max. Désormais, il est possible d'accéder aux séries en cours et/ou aux séries déjà terminées de manière illimité et sans pub via un abonnement mensuel. A son lancement, le service ne concerne que les titres traduits en anglais.
Jusqu'au lancement de Manga Plus, les titres de Shūeisha avaient été distribués dans le monde entier via des éditeurs locaux ou des chaînes de distribution. Ce lancement était la première fois que Shūeisha avait étendu un service directement à l'échelle mondiale.

## Titres
Séries du Weekly Shōnen Jump
- Act-Age
- Agravity Boys
- Assassination Classroom
- Badass Cop & Dolphin
- Bakuman.
- Beast Children
- Black Clover
- Bleach
- Bone Collection
- Build King
- Burn the Witch
- Chainsaw Man
- Death Note
- Demon Slayer: Kimetsu no Yaiba
- Dr. Stone
- Dr. Stone Reboot: Byakuya
- Dragon Ball
- Double Taisei
- Food Wars!
- Guardian of the Witch
- Haikyū!!
- Hell Warden Higuma
- High School Family: Kokosei Kazoku
- Hinomaru Sumo
- Hunter × Hunter
- Jojo's Bizarre Adventure: Phantom Blood
- Jojo's Bizarre Adventure: Battle Tendency
- Jujutsu Kaisen
- Kenshin le vagabond
- Kuroko's Basket
- Mashle: Magic and Muscles (en)
- Magu-chan: God of Destruction
- Me & Roboco
- Mission: Yozakura Family
- Mitama Security: Spirit Busters (en)
- Moriking (ja)
- My Hero Academia
- Naruto
- Neolation
- Nisekoi: False Love
- One Piece
- Our Blood Oath
- Phantom Seer
- Sakamoto Days
- Samurai 8 : La Légende d'Hachimaru
- The Elusive Samurai
- Teenage Renaissance! David
- The Last Saiyuki
- The Promised Neverland
- Time Paradox Ghostwriter
- Tokyo Shinobi Squad
- Undead Unluck
- We Never Learn
- Yui Kamio Lets Loose (en)
- ZIPMAN!!

Séries du Shōnen Jump+
- Abyss Rage
- Arata Primal: The New Primitive
- Blue Flag
- Curtain's up, I'm off
- Dear Sa-chan
- Dricam!!
- East, Into The Night
- Excuse me dentist, it's touching me!
- Ghost Reaper Girl
- Girl Meets Rock!
- Heart Gear
- Hell's Paradise: Jigokuraku
- Hina Change
- Hokkaido Gals Are Super Adorable! (ja)
- Kaiju no 8
- KoLD8: King of the Living Dead
- Land Lock
- Moon Land
- Nano Hazard
- Soloist in A Cage
- Spotless Love: This Love Cannot Be Any More Beautiful.
- Spy x Family
- Time Shadows
- 'Tis Time for "Torture," Princess
- The Sign of Abyss
- The Vertical World
- World's End Harem: Britannia Lumiere

Séries du Jump Square
- Blue Exorcist
- Claymore
- Letter Bee
- Platinum End
- Rosario + Vampire
- Rosario + Vampire II
- Seraph of the End
- Twin Star Exorcists
- World Trigger

Séries du V Jump
- Boruto: Naruto Next Generations
- Dragon Ball Super
- Yu-Gi-Oh! Arc-V

Séries du Weekly Young Jump
- Terra Formars
- Tokyo Ghoul

Séries du Saikyō Jump
- I'm From Japan (en)